# کلانتر وودی
کلانتر وودی پراید (انگلیسی: Sheriff Woody Pride) یک عروسک کابوی خیالی است که در فرنچایز داستان اسباب‌بازی از دیزنی–پیکسار ظاهر می‌شود. در این فیلم‌ها، وودی یکی از قهرمانان اصلی در کنار باز لایتیر و جسی است. صداپیشگی اصلی او را تام هنکس بر عهده دارد، که در فیلم‌های داستان اسباب‌بازی، فیلم‌های کوتاه و ویژه‌برنامه‌های تلویزیونی او را صداپیشگی می‌کند. برادر هنکس، جیم هنکس، صداپیشگی وودی را در بازی‌های ویدئویی، جاذبه‌های تفریحی و دیگر محصولات انجام می‌دهد.
وودی توسط کارگردانان و نویسندگان جان لستر، اندرو استنتون، پیت داکتر و جو رنفت خلق شد. ویژگی‌های چهره او بر اساس پویانمای سابق دیزنی، تون تاین، طراحی شده است. طراحی وودی توسط باد لاکی انجام شد و از عروسک کشیدنی کسپر که لستر در کودکی داشت، الهام گرفته شده است، همچنین از عروسک‌های هاودی دودی از برنامه‌ای تلویزیونی در دهه ۱۹۵۰. نام وودی از وودی استرود، بازیگر نقش‌های متعدد در فیلم‌های وسترن، گرفته شده است. در اوت ۲۰۰۹، لی آنکریچ، کارگردان داستان اسباب‌بازی ۳، در توییتر اعلام کرد که نام خانوادگی وودی، پراید است و از زمان ساخت فیلم اصلی همین‌طور بوده است.
در فیلم اول، وودی اسباب‌بازی موردعلاقه اندی دیویس و رهبر اسباب‌بازی‌های او است. وقتی اندی یک اسباب‌بازی جدید به نام باز لایتیر می‌گیرد، جایگاه وودی به خطر می‌افتد، اما در نهایت با او دوست می‌شود. در فیلم دوم، وودی متوجه می‌شود که قبلاً در یک برنامه تلویزیونی محبوب به نام وودیز روندآپ حضور داشته و همراه با سه اسباب‌بازی دیگر در آن بوده است. از او خواسته می‌شود که در کنار این گروه بماند، اما او تصمیم می‌گیرد که به اسباب‌بازی‌های اندی بپیوندد؛ به‌جز یکی از اعضای گروه، بقیه نیز به اسباب‌بازی‌های اندی ملحق می‌شوند. در فیلم سوم، اندی برای رفتن به دانشگاه آماده می‌شود و تصمیم می‌گیرد اسباب‌بازی‌هایش را به یک دختر کوچک به نام بانی اندرسون بدهد. در ابتدا قصد داشت وودی را با خود به دانشگاه ببرد، اما وقتی دید که بانی به او علاقه دارد، تصمیمش را عوض کرد. در فیلم چهارم، خانواده بانی به تعطیلات می‌روند و وودی دوست‌دختر قدیمی‌اش، بو پیپ، را پیدا می‌کند. او تصمیم می‌گیرد که برای همیشه در کنار بو پیپ بماند و به اسباب‌بازی‌های گمشده کمک کند تا صاحبان جدیدی پیدا کنند. از زمان اولین حضورش، وودی به دلیل رشد شخصیتی و ویژگی‌های اخلاقی‌اش، و همچنین اجرای صوتی تام هنکس، نقدهای مثبتی از منتقدان دریافت کرده است.

## توسعه

هنر مفهومی طرح اصلی وودی به عنوان یک آدمک بدبین

استیو جابز، بنیان‌گذار و مالک سابق پیکسار، با دیزنی و جفری کاتزنبرگ، رئیس وقت دیزنی، توافقی انجام داد تا روی فیلم داستان اسباب‌بازی همکاری کنند؛ فیلمی که قرار بود اولین پویانمایی بلند کاملاً رایانه‌ای باشد. پیش‌نویس اولیه فیلم داستان اسباب‌بازی که توسط پویانماهای پیکسار، جان لستر، اندرو استنتون و پیت داکتر نوشته شده بود، تقریباً هیچ شباهتی به نسخه نهایی فیلم نداشت. در این نسخه، شخصیت اصلی تینی، نوازنده یک‌نفره از اسباب‌بازی فلزی بود و وودی به‌عنوان یک عروسک خیمه‌شب‌بازی شیطانی طراحی شده بود. در این داستان، وودی نقش شرور اصلی را داشت و با آزار و اذیت اسباب‌بازی‌های دیگر، باعث می‌شد که آنها علیه او متحد شوند. پس از اینکه مدیران دیزنی این پیش‌نویس را دیدند، بازخورد منفی درباره آن ارائه کردند و تولید فیلم متوقف شد تا فیلم‌نامه بهبود پیدا کند. تام هنکس، صداپیشه اصلی وودی، از شخصیت او ناراضی بود و هنگام ضبط دیالوگ‌های نسخه اولیه، طبق گزارش‌ها فریاد زد: «این یارو یک عوضی است!». کاتزنبرگ معتقد بود که پیش‌نویس اولیه داستان اسباب‌بازی ضعیف است و از لستر خواست تا آن را بازنویسی کند. او پیشنهاد داد که داستان بیشتر شبیه به یک فیلم زوج هنری شود، جایی که شخصیت‌های تینی و وودی با وجود تفاوت‌هایشان مجبور به همکاری و ایجاد یک پیوند دوستانه شوند.
پس از بازخوردهای منفی، لستر، استنتون و داکتر در اوایل سپتامبر ۱۹۹۱ گرد هم آمدند و پیش‌نویس دوم فیلم را آماده کردند. در این نسخه، شخصیت‌های اصلی همچنان تینی و عروسک خیمه‌شب‌بازی بودند، اما ساختار کلی فیلم نهایی شروع به شکل‌گیری کرد. تیم پیکسار سه ماه بعد با فیلم‌نامه‌ای جدید بازگشت، که در آن شخصیت وودی از یک رئیس مستبد در میان اسباب‌بازی‌های اندی، به رهبر خردمند و دلسوز آنها تغییر کرده بود.
ایده‌ اولیه وودی از عروسک کسپر شبح مهربان که لستر در کودکی داشت و همچنین از عروسک‌های برنامه‌ تلویزیونی هاودی دودی الهام گرفته شد. ویژگی‌های چهره او نیز بر اساس چهره‌ تون تاین، پویانمای دیزنی، طراحی شد. وودی ابتدا به‌عنوان یک عروسک خیمه‌شب‌بازی با بند کشیدنی (به همین دلیل نام او وودی گذاشته شد) طراحی شده بود، اما طراح شخصیت او، باد لاکی، پیشنهاد داد که وودی به جای یک عروسک خیمه‌شب‌بازی، یک عروسک کابوی باشد. لستر که از تضاد میان ژانر وسترن و علمی-تخیلی خوشش می‌آمد، بلافاصله این ایده را پذیرفت و وودی تغییر کرد. در نهایت، تمام ویژگی‌های خیمه‌شب‌بازی از طراحی وودی حذف شد، زیرا این نوع عروسک بیش از حد «موذی و ترسناک» به نظر می‌رسید. با این حال، نام وودی حفظ شد تا ادای احترامی باشد به وودی استرود، بازیگر فیلم‌های وسترن. در اوت ۲۰۰۹، لی آنکریچ، کارگردان داستان اسباب‌بازی ۳، در توییتر اعلام کرد که نام خانوادگی وودی پراید است و از نخستین روزهای توسعه این شخصیت، همین نام برای او در نظر گرفته شده بود.

### صدا

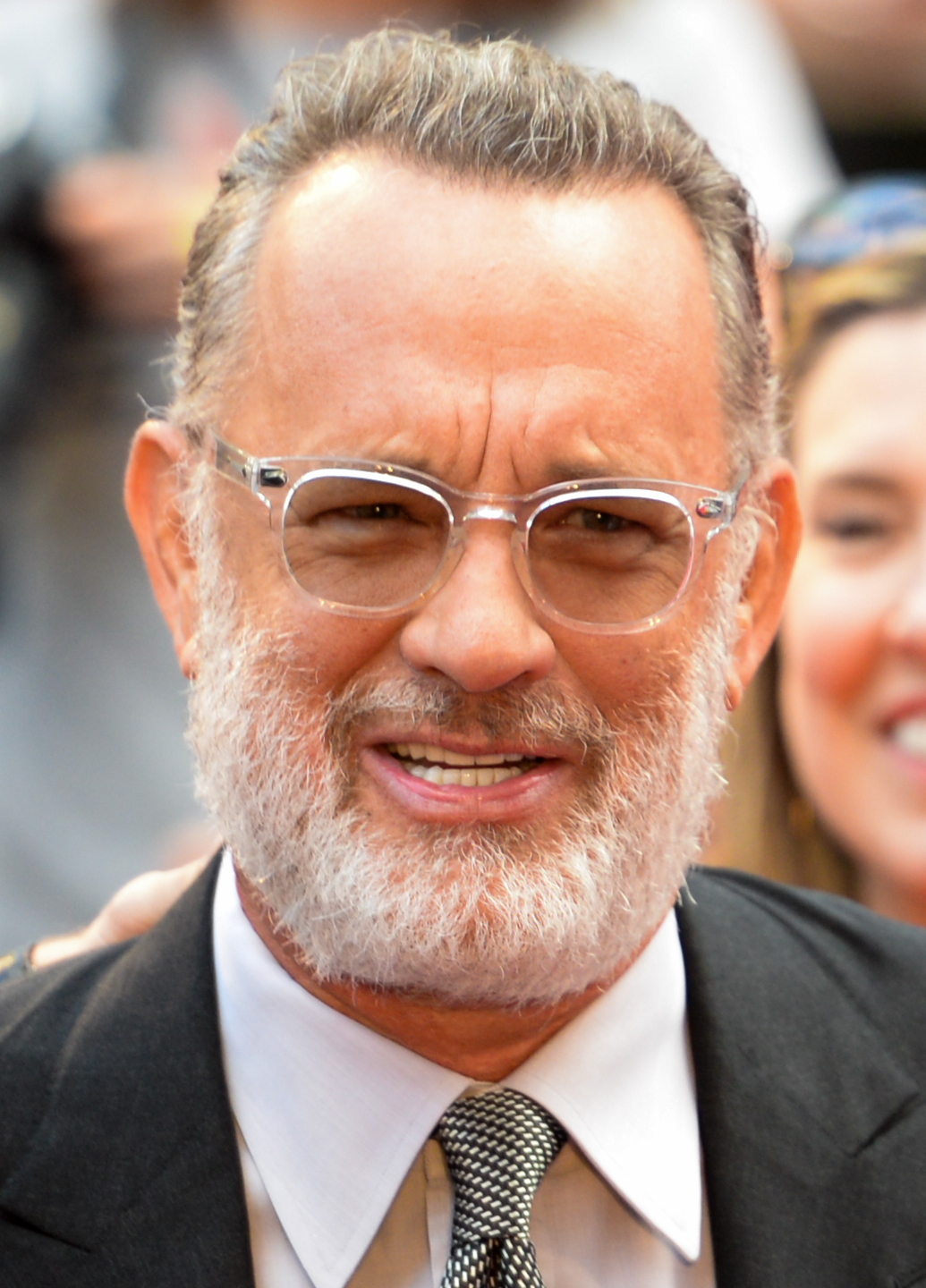
تام هنکس (در سال ۲۰۱۹)، صداپیشه اصلی وودی

پل نیومن، رابین ویلیامز و کلینت ایستوود همگی به‌عنوان گزینه‌های صداپیشگی وودی در نظر گرفته شدند، اما جان لستر همیشه می‌خواست که تام هنکس این نقش را بگوید. او معتقد بود که هنکس «توانایی انتقال احساسات و جذاب کردن آنها را دارد، حتی اگر شخصیت، مانند نقشی که در یک لیگ خودشان داشت، شکست‌خورده و نفرت‌انگیز باشد.» برای بررسی اینکه صدای هنکس چگونه با وودی هماهنگ خواهد شد، لستر از یک تکنیک رایج در دیزنی استفاده کرد: او یک مونولوگ صوتی از یک بازیگر مشهور را پویانمایی کرد تا صدای بازیگر با ظاهر و حرکات شخصیت پویانمایی ترکیب شود. فیلم آزمایشی اولیه که در آن از صدای هنکس در فیلم ترنر و هوک استفاده شده بود، هنکس را متقاعد کرد که در این پروژه حضور پیدا کند. به پیشنهاد خود هنکس، پیکسار از برادر او، جیم هنکس، برای صداپیشگی وودی در بازی‌های ویدئویی، اسباب‌بازی‌ها، جاذبه‌های تفریحی و سایر محصولات استفاده کرد.

## خصوصیات
وودی یک عروسک کابوی کشیدنی قدیمی و شل است. جعبه صدای آن که با کشیدن بند فعال می‌شود، جملات ساده‌ای مانند «به سوی آسمان برو!»، «تو بهترین دستیار منی!»، «یک مار توی چکمه‌ام هست!» و «کسی زهر توی آب چاه ریخته!» را بیان می‌کند. ساختار او شامل «صورت دست‌نقاشی‌شده اولیه، جلیقه دوخته شده با نخ طبیعی» و «کلاه پلی‌وینیل دست‌دوز» است. وودی همچنین یک گوه‌گیر خالی در کمربندش دارد.
او از دوران مهدکودک اسباب‌بازی محبوب اندی بوده و جای ویژه‌ای روی تخت دارد. وودی رهبر و مغز متفکر اسباب‌بازی‌های اتاق اندی است. اندرو استنتون گفته بود که او فهمید که وودی باید یک رهبر دوست‌داشتنی و در عین حال دارای نقص‌های شخصیتی باشد، زیرا او کمی خودخواه است. در داستان اسباب‌بازی ۲ فاش می‌شود که وودی به‌عنوان شخصیت اصلی از یک برنامه تلویزیونی محبوب دهه ۱۹۵۰ به نام وودیز روندآپ بازی می‌کرده است. وقتی اَل در حال چانه‌زدن با مادر اندی است تا وودی را بگیرد، مادر اندی رد می‌کند و می‌گوید که وودی «یک اسباب‌بازی قدیمی خانوادگی است.» کاوشگر نیز به‌طور مستقیم و به‌صورت تحقیرآمیز به او اشاره می‌کند و او را «عروسک کابوی کهنه» می‌خواند. جان لستر گفته بود که «ما همیشه فکر می‌کردیم» که وودی «یک عروسک دست دوم» است که از پدر اندی به او رسیده است.
در صحنه‌های ساختگی از داستان اسباب‌بازی ۲، وودی نشان داده می‌شود که جنبه‌ شیطنت‌آمیزتری دارد و در حال شوخی با باز لایتیر است، از جمله کشیدن نقاشی روی کلاه او، استفاده از بال‌هایش به‌عنوان فضای تبلیغاتی برای اجاره زمانی که ناگهان برای صحنه پایانی باز می‌شوند، و پنهان شدن در یک جعبه مقوایی باز لایتیر برای کج‌کردن صورتش هنگام عبور از کنار صدها اسباب‌بازی باز لایتیر روی قفسه‌ها.